# Aymo Maggi
Aymo Maggi (ur. 30 lipca 1903 roku w Brescii, zm. 23 października 1961 roku w Calino) – włoski kierowca wyścigowy.

## Kariera
Maggi rozpoczął karierę w wyścigach motocyklowych w 1921 roku. Po 1922 roku poświęcił się głównie startom samochodowym w wyścigach Grand Prix oraz innych wyścigach organizowanych we Włoszech. W 1924 roku odniósł pierwsze zwycięstwo w karierze samochodowej - w wyścigu z Gargnano do Tignale. W tym samym roku wygrał także na torze Circuito del Garda w samochodzie Bugatti. Sukces ten powtórzył także w latach 1925-1926. W sezonie 1926 był najlepszy również w Grand Prix Rzymu oraz  Etna Cup. Do 1922 roku Grand Prix Włoch odbywało się w rodzinnej miejscowości Maggiergo, w Brescii. Jednak po zbudowaniu toru Autodromo Nazionale di Monza w mieście tym zaprzestano organizacji wyścigów. W związku z tym Magii przy pomocy Franco Mazzottiiego postanowił zorganizować wyścig o długości ponad 1000 mil po drogach publicznych z Brescii do Rzymu. Pierwsza edycja wyścigu Mille Miglia odbyła się w 1927 roku, a Maggi ukończył wyścig na siódmym miejscu.